# Stygodiaptomus petkovskii
Stygodiaptomus petkovskii é uma espécie de crustáceo da família Diaptomidae.
Pode ser encontrada nos seguintes países: Bósnia e Herzegovina e Croácia.